# Philipp Tschauner
Philipp Tschauner (Schwabach, 3 november 1985) is een Duits voormalig voetballer die speelde als doelman. Tussen 2005 en 2022 was hij actief voor 1. FC Nürnberg, 1860 München, FC St. Pauli, Hannover 96, Ingolstadt 04 en RB Leipzig.

## Clubcarrière
Tschauner speelde in de jeugd van TSV Wendelstein en kwam in 1995 in de opleiding van 1. FC Nürnberg terecht. Zijn debuut voor die club maakte de doelman op 22 oktober 2005, toen in de Bundesliga met 2–3 verloren werd van Arminia Bielefeld. Dominik Reinhardt en Ivica Banović scoorden voor Nürnberg en de tegentreffers kwamen van Michael Fink, Diego León en Sibusiso Zuma. Tschauner begon als reservedoelman aan het duel, maar hij viel in de rust in voor Raphael Schäfer. Na het seizoen 2005/06 verkaste de doelman naar 1860 München. Hier werd hij eerste doelman na een jaar, maar vanaf de zomer van 2009, sinds de komst van Gábor Király was hij deze rol kwijt. FC St. Pauli werd in 2011 zijn nieuwe club. In Hamburg was hij gedurende vier seizoenen grotendeels eerste keuze onder de later. Ook zou hij bij St. Pauli tot scoren komen. Op 1 april 2013 werd met 2–2 gelijkgespeeld, mede door een treffer van Tschauner in de blessuretijd van de tweede helft. In de zomer van 2015 maakte Tschauner transfervrij de overstap naar Hannover 96. Ingolstadt 04 nam de doelman in januari 2019 voor een halfjaar op huurbasis over. Na deze verhuurperiode verliet Tschauner Hannover definitief. RB Leipzig nam hem over voor circa vierhonderdduizend euro en gaf hem een contract voor twee seizoenen. In de zomer van 2022 zette Tschauner op zesendertigjarige leeftijd een punt achter zijn actieve loopbaan.

## Clubstatistieken
| Seizoen | Club            | Competitie    | Competitie | Competitie | Beker | Beker | Internationaal | Internationaal | Totaal | Totaal |
| Seizoen | Club            | Competitie    | Wed.       | Dlp.       | Wed.  | Dlp.  | Wed.           | Dlp.           | Wed.   | Dlp.   |
| ------- | --------------- | ------------- | ---------- | ---------- | ----- | ----- | -------------- | -------------- | ------ | ------ |
| 2005/06 | 1. FC Nürnberg  | Bundesliga    | 1          | 0          | 0     | 0     | —              | —              | 1      | 0      |
| 2006/07 | 1860 München    | 2. Bundesliga | 5          | 0          | 0     | 0     | —              | —              | 5      | 0      |
| 2007/08 | 1860 München    | 2. Bundesliga | 16         | 0          | 2     | 0     | —              | —              | 18     | 0      |
| 2008/09 | 1860 München    | 2. Bundesliga | 26         | 0          | 3     | 0     | —              | —              | 29     | 0      |
| 2009/10 | 1860 München    | 2. Bundesliga | 1          | 0          | 0     | 0     | —              | —              | 1      | 0      |
| 2010/11 | 1860 München    | 2. Bundesliga | 1          | 0          | 0     | 0     | —              | —              | 1      | 0      |
| 2011/12 | FC St. Pauli    | 2. Bundesliga | 24         | 0          | 0     | 0     | —              | —              | 24     | 0      |
| 2012/13 | FC St. Pauli    | 2. Bundesliga | 33         | 1          | 2     | 0     | —              | —              | 35     | 1      |
| 2013/14 | FC St. Pauli    | 2. Bundesliga | 32         | 0          | 1     | 0     | —              | —              | 33     | 0      |
| 2014/15 | FC St. Pauli    | 2. Bundesliga | 15         | 0          | 2     | 0     | —              | —              | 17     | 0      |
| 2015/16 | Hannover 96     | Bundesliga    | 0          | 0          | 0     | 0     | —              | —              | 0      | 0      |
| 2016/17 | Hannover 96     | 2. Bundesliga | 32         | 0          | 0     | 0     | —              | —              | 32     | 0      |
| 2017/18 | Hannover 96     | Bundesliga    | 31         | 0          | 1     | 0     | —              | —              | 32     | 0      |
| 2018/19 | Hannover 96     | Bundesliga    | 1          | 0          | 1     | 0     | —              | —              | 2      | 0      |
| 2018/19 | → Ingolstadt 04 | 2. Bundesliga | 16         | 0          | 2     | 0     | —              | —              | 18     | 0      |
| 2019/20 | RB Leipzig      | Bundesliga    | 0          | 0          | 0     | 0     | 0              | 0              | 0      | 0      |
| 2020/21 | RB Leipzig      | Bundesliga    | 0          | 0          | 0     | 0     | 0              | 0              | 0      | 0      |
| 2021/22 | RB Leipzig      | Bundesliga    | 1          | 0          | 0     | 0     | 0              | 0              | 1      | 0      |
| Totaal  | Totaal          | Totaal        | 235        | 1          | 14    | 0     | 0              | 0              | 249    | 1      |